# Segonzac (Dordogne)
Segonzac ist ein südwestfranzösischer Ort und eine aus dem Hauptort sowie mehreren Weilern (hameaux) und Einzelgehöften (fermes) bestehende Gemeinde (commune) mit 204 Einwohnern (Stand: 1. Januar 2022) im Zentrum des Départements Dordogne in der Region Nouvelle-Aquitaine (vor 2016: Aquitanien). Die Bewohner werden Segonzacois und Segonzacoises genannt.

## Lage und Klima
Der Ort Segonzac liegt in der Kulturlandschaft des Périgord knapp 28 km (Fahrtstrecke) westlich von Périgueux bzw. knapp 14 km südöstlich von Ribérac in einer Höhe von ca. 200 m. Das Klima ist gemäßigt; Regen (ca. 834 mm/Jahr) fällt übers Jahr verteilt.

## Bevölkerungsentwicklung
| Jahr      | 1800 | 1851 | 1901 | 1954 | 1999 | 2015 |
| Einwohner | 249  | 272  | 170  | 112  | 217  | 205  |

Der kontinuierliche Bevölkerungsrückgang im ausgehenden 19. und im 20. Jahrhundert ist im Wesentlichen auf die Reblauskrise im Weinbau und die Mechanisierung der Landwirtschaft zurückzuführen; hinzu kommt die immer noch anhaltende Aufgabe von bäuerlichen Kleinbetrieben. Seit den 1970er Jahren ist die Bevölkerungszahl wieder auf über 200 angestiegen.

## Wirtschaft
Die Gemeinde ist immer noch in hohem Maße land- und forstwirtschaftlich (Kastanien) geprägt; der in früheren Zeiten durchaus bedeutsame Weinbau spielt jedoch nur noch eine untergeordnete Rolle. Im Ort selber haben sich Kleinhändler, Handwerker und Dienstleister niedergelassen.   Seit den 1960er Jahren werden einige der leerstehenden Häuser als Ferienwohnungen (gîtes) vermietet.

## Geschichte
Die Ortsbezeichnung Seguonzac findet sich erstmals in einem Dokument des Jahres 1122. Die örtliche Pfarrkirche stammt aus dem 12. Jahrhundert. Durch einen Patentbrief Ludwigs XIII. aus dem Jahr 1623 wurde der Ort in den Rang einer Baronie erhoben.

## Sehenswürdigkeiten

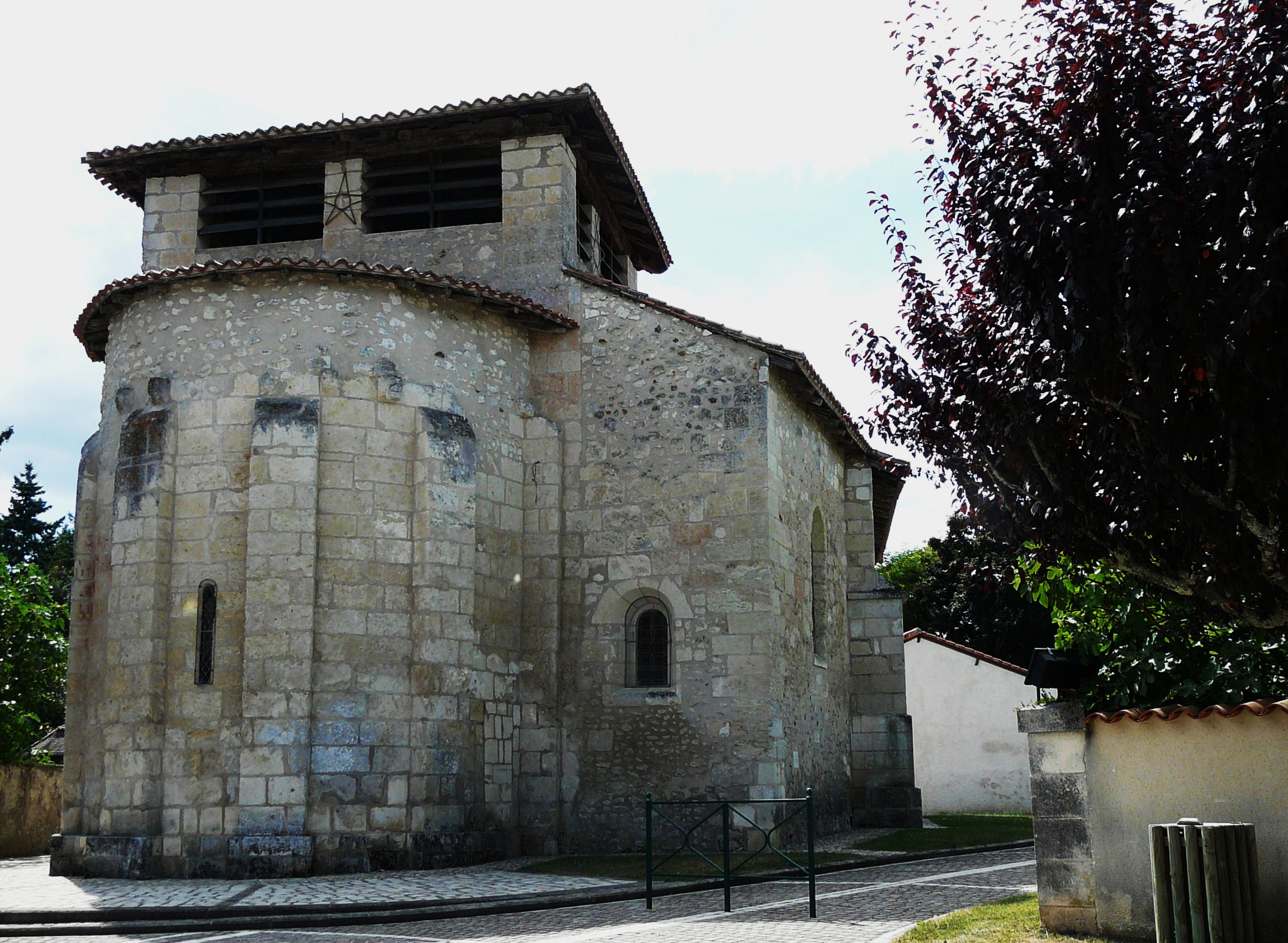
Église Notre-Dame de la Visitation

- Die in der Zeit um 1100 im romanischen Stil erbaute Kirche Notre-Dame de la Visitation ist der Heimsuchung Mariens geweiht. Wie viele andere Kirchen der Region auch wurde sie während oder nach dem Hundertjährigen Krieg (1337–1453) durch ein einfaches Bruchsteinmauerwerk erhöht und zu einer Wehrkirche mit Fluchtraum umgestaltet. Außerdem wurde auf der Nordseite ein rippengewölbtes Seitenschiff angebaut; das ebenfalls geplante Rippengewölbe im Hauptschiff blieb unvollendet. Die Apsiskalotte ist von Rippen unterfangen. Das Kirchengebäude ist seit dem Jahr 1926 als Monument historique eingeschrieben.[3][4]
- Das Château de Segonzac liegt etwa 1 km westlich des Ortes. Es wird bereits im 13. Jahrhundert erwähnt; der heutige Zustand entstand jedoch erst im beginnenden 17. Jahrhundert. Der um einen großen Hof herum gruppierte Gebäudekomplex wurde im Jahr 2000 in die Liste des nationalen Denkmalinventars (Base Mérimée) aufgenommen.[5]
- Das Château de la Martinie befindet sich ca. 500 m südlich des Ortes. Im 13. Jahrhundert erstmals erwähnt, stammt sein heutiger Zustand jedoch im Wesentlichen den Umbaumaßnahmen des 16. und 17. Jahrhunderts. Der von vier Eckrundtürmen eingefasste Gebäudekomplex berindet sich in Privatbesitz und Fassaden und Dächer der beiden Gebäude wurden im Jahr 1970 als Monument historique eingeschrieben.[6][7]